# Zahnweiß-Stift
Ein Zahnweiß-Stift dient dem Aufhellen oder Bleichen der Zähne.

## Anwendung
Die Zähne werden nach dem Putzen leicht angetrocknet. Anschließend wird mit dem Zahnweiß-Stift über die Zähne gefahren. Dabei sollte das Zahnfleisch nicht berührt werden. Die Einwirkzeit kann je nach Hersteller variieren. Nach der Einwirkzeit wird der Mund mit Wasser ausgespült.
Wichtig ist, dass der Stift nicht auf künstlichen Zähnen angewendet wird.

## Inhaltsstoffe
Als Wirkstoff dienen Aktivkohle oder Natriumhydrogencarbonat.